# Amir Osmanović
Pour les articles homonymes, voir Osmanović.
Amir Osmanović (né le 7 juin 1970 à Lukavac en Yougoslavie aujourd'hui en Bosnie-Herzégovine) est un footballeur international bosnien qui évoluait au poste d'attaquant.